# Language Lessons
Language Lessons é um filme de drama estadunidense de 2021 dirigido, estrelado e co-escrito por Natalie Morales. O elenco também conta com Mark Duplass e Desean Terry.
Teve sua estreia mundial no 71º Festival Internacional de Cinema de Berlim em 1º de março de 2021. O lançamento do filme está programado para 10 de setembro de 2021, pela Shout! Studios.

## Elenco
O elenco inclui:
- Natalie Morales como Cariño
- Mark Duplass como Adam
- Desean Terry como Will
- Christine Quesada

## Recepção
No Rotten Tomatoes, o filme tem 95% de aprovação, com base em 37 críticas, com uma nota média de 7,50/10. O consenso dos críticos do site diz: "Language Lessons exalta o valor da amizade com uma história simples tornada ainda mais eficaz por seu espírito puro e a química entre seus protagonistas".